# Neuwiedermuß
Neuwiedermuß ist ein Ortsteil der Gemeinde Ronneburg im Main-Kinzig-Kreis in Hessen.
Neuwiedermuß liegt im Ronneburger Hügelland am Fallbach. Die Gemarkung umfasste vor der Gebietsreform 185 ha Fläche, davon waren 23 ha Wald.

## Geschichte
(Alt-)Wiedermuß war ein Dorf des Klosters Selbold. Das Dorf lag im Gericht Ronneburg. Im Dreißigjährigen Krieg wurde das Dorf zerstört. Im Jahre 1686 wünschte ein in Langenselbold niedergelassener Pfälzer auf dem Gebiet des zerstörten Dorfes „Wiederums“ im Fuchsgraben gelegen „Haus und Scheuer“ einzurichten, etwas Land zu roden und zu bauen. Der Bau begann im Jahr 1699. 1708 zählte (Neu-)Wiedermuß 19 Haushaltungen. Die Neuwiedermußer gehörten früher zu Hüttengesäß, sie bildeten einen Teil der Gemeinde. Das Dorf besaß Holz- und Weiderechte bei der Ronneburg. Die älteren nennen Neuwiedermuß bis heute „Fuchsgraben“.
Am 31. Dezember 1971 wurde Neuwiedermuß in die neue Gemeinde Ronneburg eingegliedert.

### Alte Namensformen
Wechtramis 1173, Widerams 1236 (Wiederams, Witteramis) und Wiederums im 17. Jahrhundert

### Einwohnerentwicklung
- 1820: 150 Einwohner
- 1855: 173 Einwohner
- 1885: 165 Einwohner
- 1905: 171 Einwohner
- 1919: 190 Einwohner
- 1925: 202 Einwohner
- 1939: 193 Einwohner
- 1946: 268 Einwohner
- 1953: 247 Einwohner (davon 34 Heimatvertriebene und 6 Evakuierte aus Hanau)

## Statistisches
Bekenntnis: Jahr 1905 = 170 Protestanten, 1 Katholik. 1950er Jahre = 220 Protestanten, 22 katholischen Glaubens (alles Heimatvertriebene).

## Verwaltung und Schule
Neuwiedermuß hatte bis zum Zusammenschluss (per Gesetz am 31. Dezember 1971) mit Hüttengesäß zur Gemeinde Ronneburg einen ehrenamtlichen Bürgermeister. Es besaß bis zum Schuljahr 1965/66 eine einklassige Volksschule (Jahrgangsstufen 1–8) mit einem Lehrer und ab dem Schuljahr 1966/67 bis 1974 eine einklassige Grundschule mit den Jahrgangsstufen 1–4 und einem Lehrer.

## Sonstiges
- Da Altwiedermus bis zur Gebietsreform in Hessen zum ehemaligen Landkreis Büdingen (jetzt Wetteraukreis) gehörte, wird dieser Ortsname weiterhin mit einem »s« am Ende geschrieben, während Neuwiedermuß und Hüttengesäß mit dem preußischen »ß« geschrieben werden.
- Kirchlich gehört Neuwiedermuß zu Hüttengesäß.
- Im Westen des Ortes verläuft die Landesstraße 3193.
- Am 16. Juni 2016 wurde Neuwiedermuß in der  Hessenschau als Dolles Dorf zur Vorstellung in der Sendung am folgenden Samstag ausgelost.

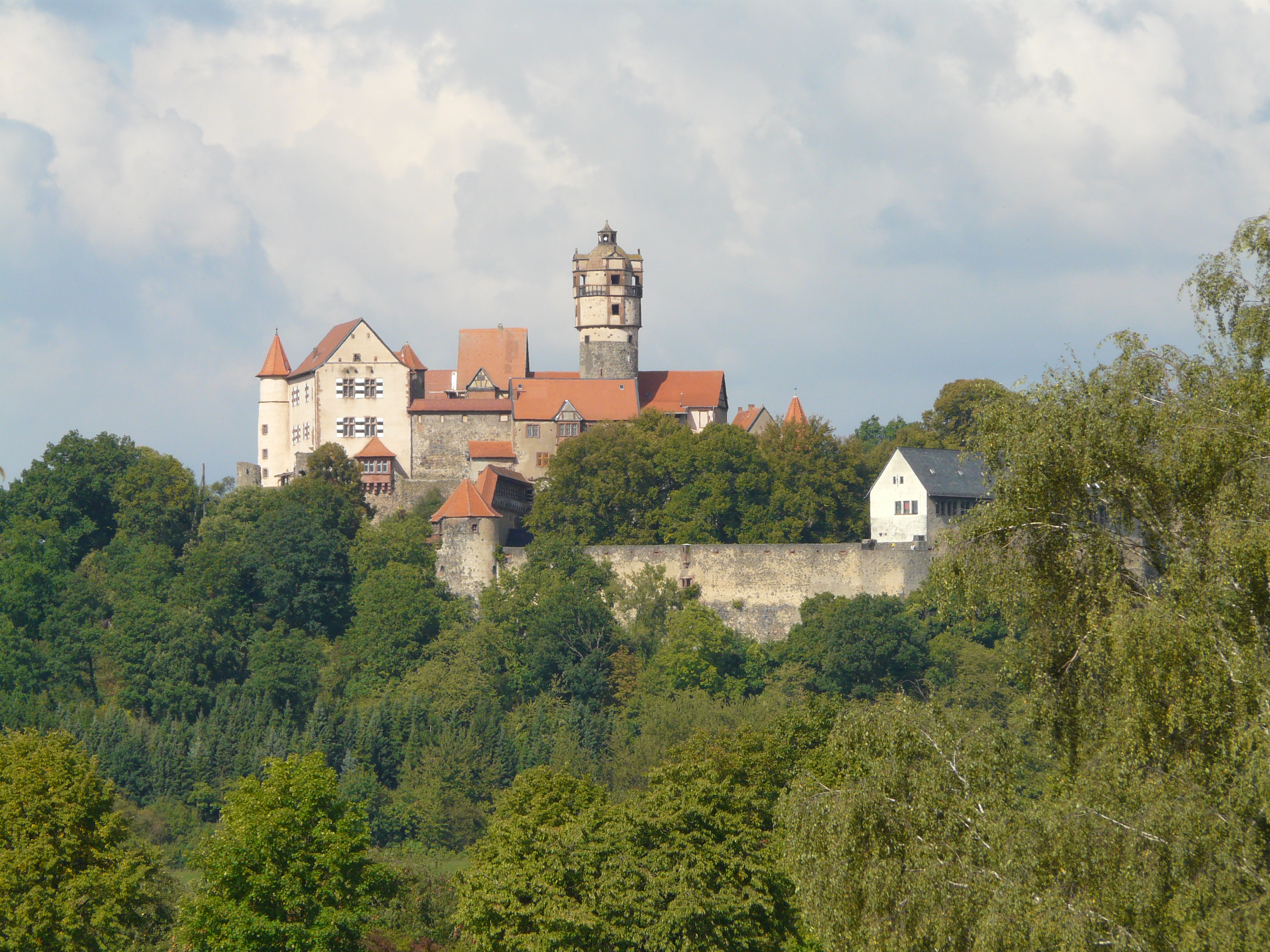
Blick auf die Ronneburg vom Weißen Berg aus gesehen
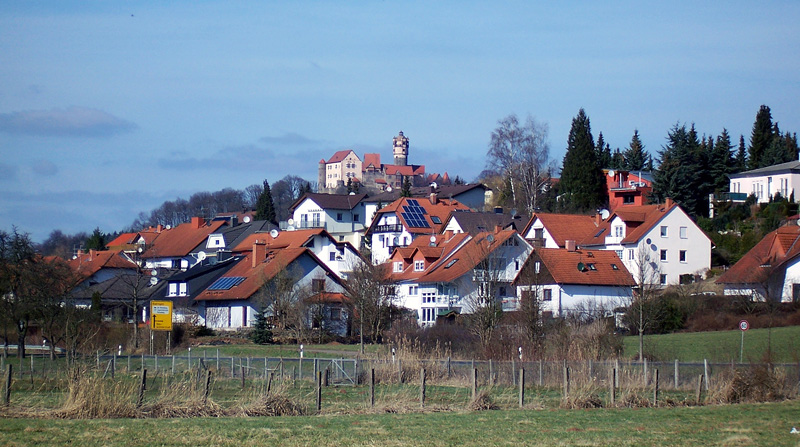
Wingerstraße mit Ronneburg
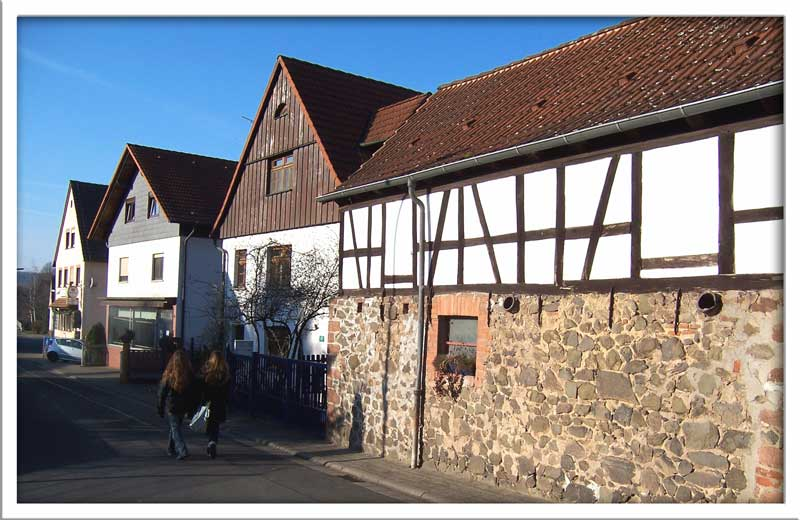
Teil der Hanauer Straße
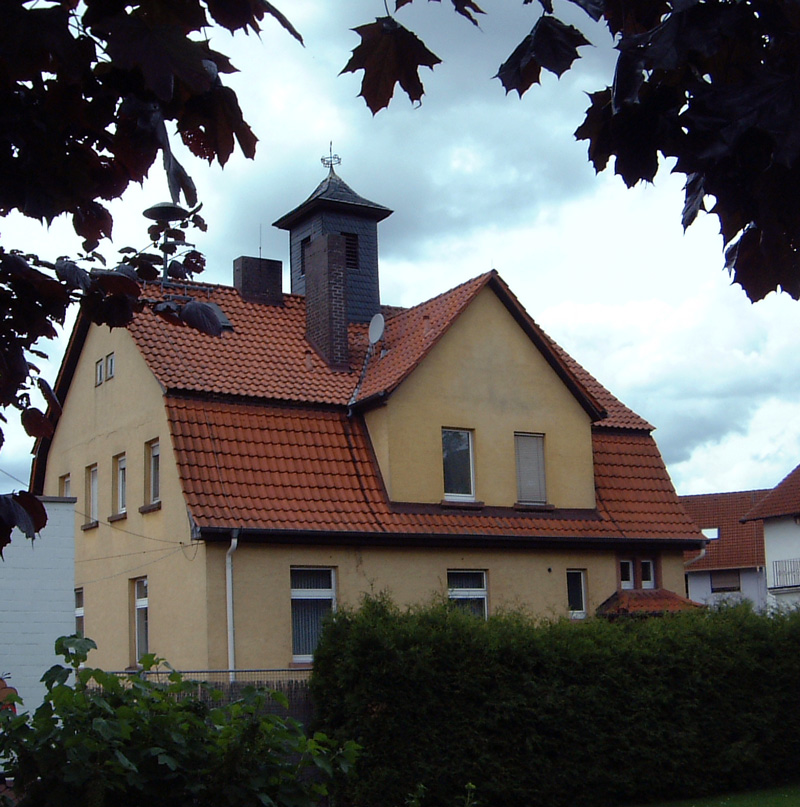
Alte Schule
Wetterhahn auf der Alten Schule
Ortseingang von der Brückenstraße